# Sport TV
Sport TV es una cadena de televisión portuguesa, con cinco canales nacionales de pago de temática deportiva. Lanzada el 16 de septiembre de 1998, se convirtió en la primera cadena de pago producida en Portugal y es propiedad al 25% de NOS, MEO, Olivedesportos y Vodafone. Los canales de la cadena emiten en las cuatro plataformas de pago del país: MEO, NOS, NOWO y Vodafone.
Tiene algunos de los derechos de las principales competiciones futbolísticas de Portugal y del resto de Europa. A nivel nacional, posee los derechos de transmisión de todos los partidos de la Primeira Liga a excepción de los disputados como local por el Benfica, y de dos de las cinco grandes ligas europeas, la inglesa y la italiana, además de sus torneos de copa y supercopa.
En el resto de modalidades deportivas, destaca su programación en las dos grandes competiciones de motor: Fórmula 1 y MotoGP, en deportes de equipo como baloncesto, rugby, balonmano o voleibol y en deportes individuales como tenis, ciclismo, atletismo, gimnasia, natación o golf. Es a su vez, el difusor oficial en el país luso, de las cuatro grandes competiciones deportivas de los Estados Unidos con la NBA, NFL, MLB y NHL.

## Canales
| Logo | Canal            | Información |
| ---- | ---------------- | --- |
|      | SPORT.TV 1       | Inició emisiones en septiembre de 1998 como SPORTTV, aunque en junio de 2006 adoptó su nombre actual. Emite en HD desde el 1 de enero del 2009. |
|      | SPORT.TV 2       | Inició emisiones en junio del 2006. Emite en HD desde agosto del 2011.                                                                          |
|      | SPORT.TV 3       | Inició emisiones en junio del 2008. Emite en HD desde agosto del 2011.                                                                          |
|      | SPORT.TV 4       | Inició emisiones en agosto del 2011. Emite en HD desde agosto del 2011.                                                                         |
|      | SPORT.TV 5       | Inició emisiones en agosto del 2014. Emite en HD.                                                                                               |
|      | SPORT.TV 6       | Inició emisiones en agosto del 2021. Emite en HD.                                                                                               |
|      | SPORT.TV 7       | Inició emisiones el 1 de agosto del 2024. Emite en HD.                                                                                          |
|      | SPORT.TV+        | Inició emisiones el 5 de agosto del 2016. Emite en HD.                                                                                          |
|      | SPORT.TV ÁFRICA1 | Inició emisiones en 2008. Emite en HD desde agosto del 2011.                                                                                    |

## Cobertura Deportiva

### Fútbol
| Portugal - Primeira Liga - Segunda Liga - Taça de Portugal - Taça da Liga Cinco grandes ligas europeas - Premier League - Serie A - Primera División - Ligue 1 - Bundesliga | Europa - Liga de Campeones - Liga Europa - Supercopa de Europa - UEFA Europa Conference League - Liga Juvenil Sudamérica - Copa Libertadores - Copa Sudamericana - Primera División - Brasileirão |

| - Euroliga - NBA - Copa Davis - ATP World Tour Masters 1000 - Campeonato de Wimbledon | - Rugby Championship - Seis Naciones - Fórmula 1 - MotoGP |